# Mirna Medaković Stepinac
Mirna Medaković Stepinac (Zagreb, 20. lipnja 1985.) je hrvatska kazališna, televizijska i filmska glumica.

## Životopis
Mirna Medaković Stepinac, još kao osnovnoškolka bila je članica Društva Naša djeca, te 8 godina aktivna članica ZKM-a (Zagrebačko kazalište mladih). Nakon završene IV. gimnazije upisala je politologiju, a iste godine debitirala je u seriji "Zabranjena ljubav", nakon snimljene prve sezone serije, upisala je ADU (Akademiju dramske umjetnosti) u Zagrebu. Od tada je vrlo aktivna u kazalištima, na televiziji, filmu i u radio dramama. 2015. vjenčala se s Hrvojem Stepincem.

## Filmografija

### Televizijske uloge
- "U dobru i zlu" kao Marina Srića (2024. – danas)
- "Bogu iza nogu" kao Ljubica Birtić (2021. – ?)
- "Naknadno" kao Mala Kučina (2016.)
- "Kud puklo da puklo" kao Katarina Došen-Gavran (2014. – 2016.)
- "Zora dubrovačka" kao Anica Prkačin (2013.)
- "Larin izbor" kao Esma (2013.)
- "Počivali u miru" kao Vanja Posavec (2013.)
- "Budva na pjeni od mora" kao Ena (2012.)
- "Ples sa zvijezdama" kao natjecateljica (2012.)
- "Nedjeljom ujutro, subotom navečer" kao Maja (2012.)
- "Stipe u gostima" kao medicinska sestra (2012.)
- "Provodi i sprovodi" kao Tatjana (2011.)
- "Pod sretnom zvijezdom" kao Tonka Herceg (2011.)
- "Dolina sunca" kao Sonja Čavar (2009. – 2010.)
- "Sve će biti dobro" kao Andrijana Macanović (2008. – 2009.)
- "Zakon!" kao djevojka u autosalonu (2009.)
- "Ponos Ratkajevih" kao Rajka (2008.)
- "Zabranjena ljubav" kao Maja Vuković (2004. – 2005.)

### Filmske uloge
- "Narodni heroj Ljiljan Vidić" kao Maša (2015.)
- "Noćni brodovi" kao trafikantica (2012.)
- "Šuma summarum" kao Judita (2010.)
- "The Show Must Go On" kao Tina (2010.)
- "Gdje pingvini lete" kao Iva (2008.)

### Kazališne uloge
- "Don Juan" - Kazalište Virovitica
- "Duh" - Gradsko dramsko kazalište Gavella
- "Hamlet" - Ansambl Dubrovačkih ljetnih igara
- "Dum Marinu u pohode" - ADU (2009.)
- "Malo veliko kvrgavo drvce" - Hrvatsko narodno kazalište Šibenik (2014.)
- "Oproštajno pismo Alexandra McQueena" - Akademija dramskih umjetnosti
- "Pir malograđana" - Hrvatsko narodno kazalište Šibenik
- "Pitanje časti" - Dom kulture Sisak
- "Romanca o tri ljubavi" - Kazalište KNAP
- "Magla d.o.o." - Epilog teatar
- "Zujanje" - Teatar Epilog
- "U agoniji" - Akademija dramskih umjetnosti
- "Vjenčani list" - Gradsko kazalište Požega (2014.)

### Sinkronizacija
- "Tom i Jerry" kao Preeta Mehta (2021.)
- "Ratchet i Clank" kao Cora Veralux (2016.)
- "Sofija Prva" kao Princ Zandar (2013.)
- "Dora istražuje" kao Vlakić (2013.)
- "Big Time Rush" kao pomoćnica direktora (2013.)
- "Victorious" kao Amanda (2012.)
- "Robot i Čudovište" kao J.D. (2012.)
- "Mia i ja" kao Violetta di Nola
- "Spužva Bob Skockani" kao Evelina
- "T.U.F.F. Puppy" kao Pahuljica
- "RollBots" kao Manx
- "Čudnovili roditelji" kao Timmy Turner (7. – 10. sezona 30. epizode)
- "iCarly" kao Kathy

## Vanjske poveznice
- Mirna Medaković u internetskoj bazi filmova IMDb-u (engl.)